# Wieserode
Wieserode is een plaats en voormalige gemeente in de Duitse deelstaat Saksen-Anhalt, en maakt deel uit van het district Harz.

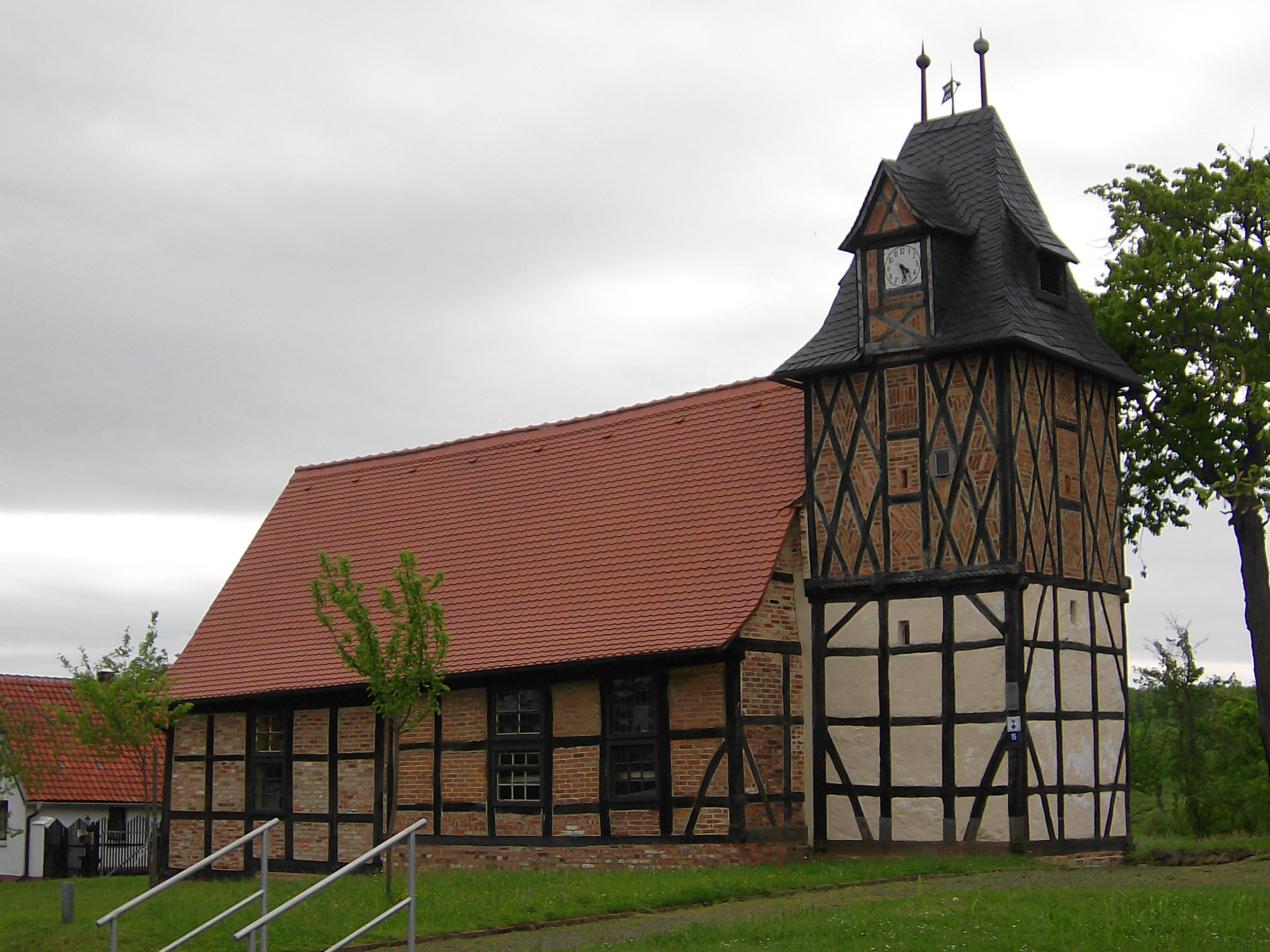
Kerk in Wieserode

Wieserode telt 169 inwoners.